# داک شو
داک شو (انگلیسی: Doc Shaw؛ زادهٔ ۲۴ آوریل ۱۹۹۲) هنرپیشه، مدل، رپ اهل ایالات متحده آمریکا است. وی از سال ۲۰۰۶ میلادی تاکنون مشغول فعالیت بوده‌است.
از فیلم‌ها یا برنامه‌های تلویزیونی که وی در آن نقش داشته‌است می‌توان به طلوع سیاره میمون‌ها ، زندگی سوئیت روی عرشه و زندگی سوئیت زاک و کودیاشاره کرد.